# コティロリンクス
コティロリンクス (Cotylorhynchus) は古生代ペルム紀前期の北アメリカ大陸に生息した大型植物食動物で、単弓類の絶滅した属の一つ。単弓綱・盤竜目・カセアサウルス亜目・カセア科に属する。

## 分布
北アメリカ南部、テキサス州、オクラホマ州などより化石が発見される。

## 形態
タイプ種であるC. romeriは全長4.5m、体重330kg、最大種のC. hancockiは体重500kgに達したと推測されており、盤竜類の中でも最大級となる。樽型の胴体と、それに比してアンバランスなまでに小さな頭部を特徴とする。

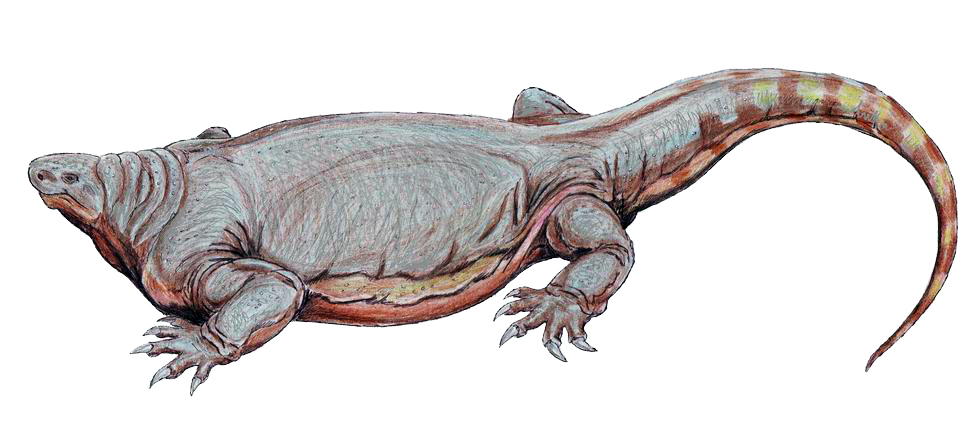
C. hancockiの復元図
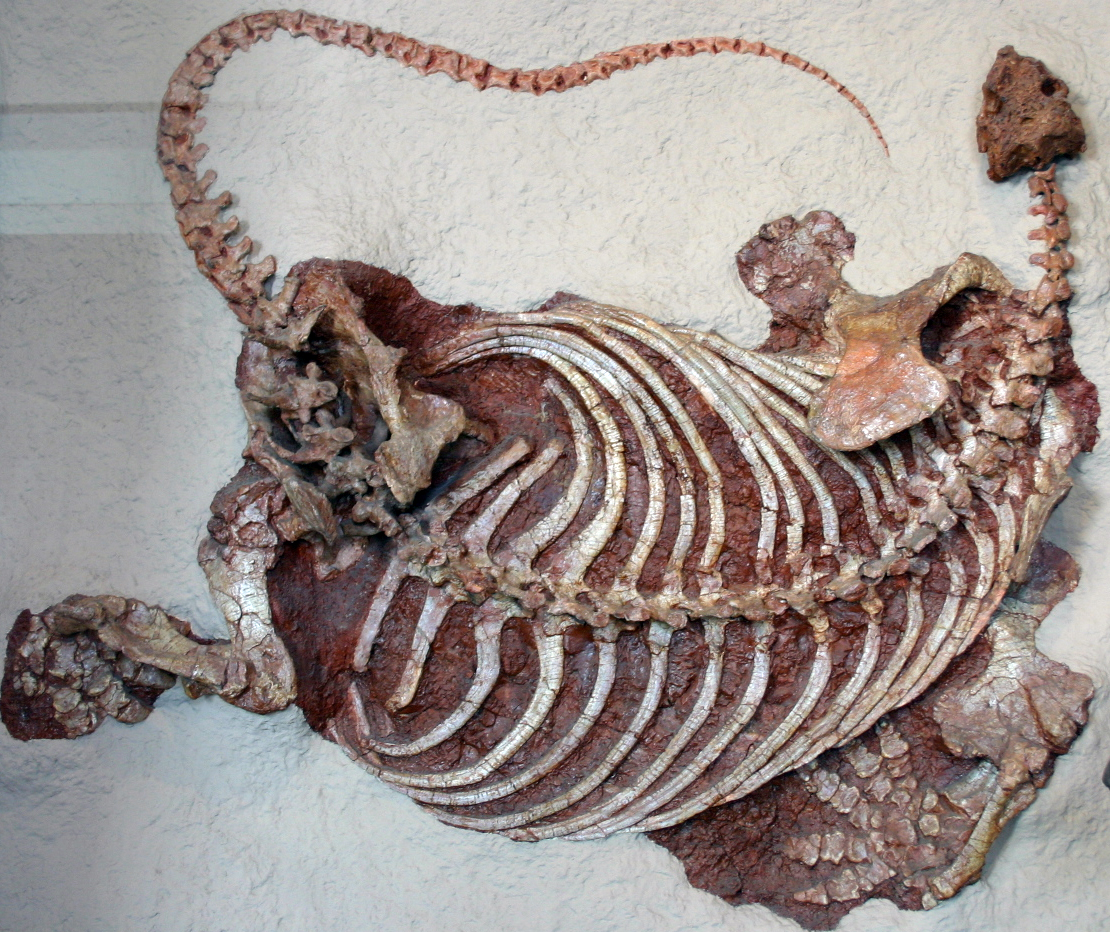
C. romeriの化石

## 古生態学
植物食で、その胴体に大量の植物を飲み込み時間をかけて発酵、消化していたと思われる。歯は細長く、これでシダ類などの植物を千切りとって食べていたと思われる。頭の小ささと首の短さから、地面に口を近づけることはできなかった。極めて鈍重な生物であるが、その大きさ故捕食者を寄せ付ける事は無かったと思われる。また、その巨大な胴体は熱的慣性を高め、体温を維持するための適応であると言われる。
2016年の研究では、呼吸器の構造などからコティロリンクスは半水生である可能性があると発表されたが、その特徴が水生適応によるものかどうかは疑わしくみられ、洪水に耐えることができたものの主に陸生の動物だったのではないかともされる。